# Цинтешть
Цинтешть, Цинтешті (рум. Țintești) — село у повіті Бузеу в Румунії. Адміністративний центр комуни Цинтешть.
Село розташоване на відстані 94 км на північний схід від Бухареста, 9 км на південний схід від Бузеу, 98 км на південний захід від Галаца, 118 км на південний схід від Брашова.

## Населення
За даними перепису населення 2002 року у селі проживали 779 осіб, усі — румуни. Усі жителі села рідною мовою назвали румунську.